# Marvin Polte
Marvin Polte (* 5. Februar 1976 in Paderborn) ist ehemaliger deutscher Hallen- und Beachvolleyballprofispieler und heutiger Trainer.

## Hallenvolleyball
Im Alter von 16 Jahren fing er beim VBC Paderborn an Hallenvolleyball zu spielen. Im Jahr 1996 wurde er in die erste Mannschaft (damals 2. Bundesliga) des Hallenteams berufen. Nach dessen Abstieg in die dritte Liga wechselte er 1997 zum TV Biedenkopf und 1998 zum VC Bottrop 90, mit dem er auch zweimal in die erste Bundesliga aufstieg und Westdeutscher Pokalsieger wurde. Im Jahre 2002 wechselte er zur FTM Schwabing nach München und spielte in den folgenden Jahren ebenfalls beim TSV Grafing und beim ASV Dachau in der ersten und zweiten Bundesliga.

## Beachvolleyball
Besonders erfolgreich war Marvin Polte im Beachvolleyball. Neben zwei Westdeutschen und drei Niedersächsischen Meistertiteln wurde er hier 2002 Deutscher Meister mit seinem damaligen Partner Thomas Hikel. In diesem Jahr wurde er zu Jahresbeginn zusätzlich Bayerischer Beachvolleyball-Indoormeister und von den Lesern der Deutschen Volleyball-Zeitung zum Vize-Beachvolleyballer des Jahres gewählt. Von 2000 bis 2002 wurde das Team Tom Hikel und Marvin Polte vom Mentaltrainer Bernhard Wagner unterstützt. Im folgenden Jahr nahm er bei den Europameisterschaften in Timmendorfer Strand mit seinem damaligen Mitspieler Kay Matysik teil.

Seine Qualität als Spieler zeigte er ebenfalls ein Jahr darauf bei den Weltmeisterschaften 2005 in Berlin. Als Nachrücker in das Turnier gerutscht wurde er am Ende mit seinem Partner Thorsten Schoen Vierter. Weitere Hauptfeldplatzierungen auf der internationalen Beachtour unterstrichen diesen Erfolg und zeitweise nahm Polte sogar den 13. Platz in der internationalen Rangliste ein.

In der deutschen Rangliste belegte Polte in den Jahren von 2000 bis 2006 konstant eine Top-Ten-Platzierung. In dieser Zeit sammelte er über 20 Turniersiege u. a. bei Masters und Beachcups und stand über 40 mal im Halbfinale eines Turniers.
In den letzten vier Jahren war er zudem Aktivenvertreter und als einziger deutscher Topspieler mit einem Schiedsrichterschein versehen. Dies machte ihn auch neben dem Feld zu einem Vertrauten für Spieler, Funktionäre und Veranstalter.

## Trainertätigkeiten
Bereits während seiner aktiven Zeit war Marvin Polte als Beach- und Hallenvolleyballtrainer gefragt. Neben regelmäßigen Kursen in der Beachvolleyballhalle in Düsseldorf kamen Buchungen bei Auslandscamps in der Türkei, Tunesien, Portugal, dem Senegal, Italien und Spanien hinzu. Als Berater des Frauenteams Anja Günther/Silke Kerl sammelte er weitere Erfahrungen in diesem Bereich. Nach seiner aktiven Karriere war Marvin Polte Mitbegründer und Headcoach der größten Beachvolleyballschule der Welt, die er 2011 verließ. 2010 nahm er außerdem am A-Trainer-Lehrgang des Deutschen Volleyball-Verbands teil.
Als Hallentrainer erreichte er mit dem SSV Hamm den Aufstieg in die Oberliga und führte den Verein aus dem Hammer Süden 2011 zu einem dritten Platz in der Oberliga (bestes Vereinsergebnis bis dahin). Zusätzlich war er im Jahr 2012 Cheftrainer des Kaderteams Kaczmarek/Walkenhorst, die er zu einem überraschenden fünften Platz bei den Europameisterschaften in Den Haag führte. Nach der Verletzung von Thomas Kaczmarek wurde Alexander Walkenhorst zudem Vize-Deutscher Meister mit seinem Interimspartner Eric Koreng. Auch das Frauennationalteam Borger/Büthe wurde von ihm bei mehreren nationalen und internationalen Wettkämpfen betreut. 

Von 2014 bis 2017 war Polte Co-Trainer beim Bundesliga-Aufsteiger TSV Herrsching.